# Koabagou
Koabagou är ett arrondissement i kommunen Kérou i Benin. Den hade 3 304 invånare år 2002.